# Eduard Liechtenhan
Eduard August Liechtenhan (* 14. Februar 1891 in Basel; † 29. Oktober 1965 ebenda) war ein Schweizer Altphilologe und Gymnasiallehrer.
Eduard Liechtenhan war der Sohn des Kaufmanns Eduard Liechtenhan und der Rahel Elisabeth Liechtenhan (geb. Burckhardt); er entstammte somit den Basler Patriziergeschlechtern Liechtenhan und Burckhardt, beides Familien des sogenannten Daigs. Sein älterer Bruder war Rudolf Liechtenhan.
Er erlangte 1909 die Maturität am Gymnasium in Basel und studierte anschließend an den Universitäten Basel, Göttingen und Leipzig Klassische Philologie. In Basel wurde er 1917 mit einer Arbeit zu Marcellus Empiricus promoviert. Mit den medizinischen Schriftstellern der Spätantike beschäftigte er sich auch weiter, so edierte er 1928 das Werk des Anthimus für das Corpus Medicorum Latinorum, 1968 die zweite Auflage von Marcellus Empiricus’ De medicamentis ebenfalls für das Corpus Medicorum Latinorum. Beruflich war er als Gymnasiallehrer in Basel tätig und publizierte Bücher zum Schulgebrauch.

## Schriften (Auswahl)
- Sprachliche Bemerkungen zu Marcellus Empiricus. Basel 1917.
- Beiträge zur Erklärung und Emendation von Benennungen von Heilkräutern u. ä. des ersten Glossars des «Codex Vaticanus Reginae Christinae 1260 saec. X.» (Corpus glossariorum Latinorum III 549–579). In: Archiv für Geschichte der Medizin 13, 1921, S. 116–125.
- als Hrsg.: Anthimi De observatione ciborum ad Theodoricum regem Francorum epistula. Berolini in Aedibus Academiae Scientiarum. Teubner, Leipzig/Berlin 1928; 2., um eine deutsche Übersetzung erweiterte Auflage Akademie-Verlag, Berlin 1963 (= Corpus medicorum Latinorum. Band 8, 1) Volltext.
- mit Eduard Sieber: Leitfaden zur Geschichte des Römischen Reiches. Basel 1939.
- mit Hans Gutzwiller, Walter Schrank: Gymnasium latinum. Lateinisches Übungsbuch in drei Teilen mit zuhöriger Grammatik. Basel 1944. 3. Auflage Basel 1954.
- Das Ziel des Aufstandes der Rheinarmee. In: Museum Helveticum 4, 1947, S. 52–67.
- Marcelli De medicamentis liber, post Maximilianum Niedermann iteratis curis edidit Eduard Liechtenhan, in linguam Germanicam transtulerunt Jutta Kollesch et Diethard Nickel. Akademie Verlag, Berlin 1968. (= Corpus medicorum Latinorum, 5) Volltext.

| Personendaten    | Personendaten                                   |
| ---------------- | ----------------------------------------------- |
| NAME             | Liechtenhan, Eduard                             |
| ALTERNATIVNAMEN  | Liechtenhan, Eduard August (vollständiger Name) |
| KURZBESCHREIBUNG | Schweizer Altphilologe und Gymnasiallehrer      |
| GEBURTSDATUM     | 14. Februar 1891                                |
| GEBURTSORT       | Basel                                           |
| STERBEDATUM      | 29. Oktober 1965                                |
| STERBEORT        | Basel                                           |